# Slavica Ecclestone
Slavica Ecclestone (Rijeka; 2 de junio de 1958), nacida como Slavica Radić, es una exmodelo serbia y exesposa del exdirector ejecutivo de Fórmula 1 Bernie Ecclestone.

## Primeros años
Ecclestone nació en Rijeka, donde sus padres serbios, Jovan «Jovo» Radić y Ljubica Malić de Maglajani y Riječani, respectivamente, ambos pueblos dentro del municipio de Laktaši, PR Bosnia y Herzegovina, se establecieron poco antes de su nacimiento en busca de mayores oportunidades laborales. La familia pronto se mudó de regreso al norte de Bosnia a la aldea de su padre, lo que significa que Slavica pasaría la mayor parte de su infancia en Maglajani. Después de que sus padres se divorciaran cuando ella tenía siete años, siendo criada por su madre Ljubica, a Slavica se le enseñó a «no hacerle a otra persona lo que no te gustaría que te hicieran a ti misma».

## Carrera
Al principio de su carrera, Slavica trabajó como modelo de moda, modelando para varios clientes, incluido el diseñador Armani. Mientras trabajaba en un evento promocional de Fórmula 1 para Armani en el Gran Premio de Italia de 1982 en Monza, la modelo de 24 años conoció al jefe de Fórmula 1 de 52, Bernie Ecclestone.
Bernie persiguió a Slavica a pesar de la diferencia de edad de 28 años, la barrera del idioma (ella hablaba serbocroata e italiano, él solo hablaba inglés) y su diferencia de altura. A las 6 pies 1 pulgada (1,9 m), Slavica era casi un pie más alto que su pretendiente, siendo Ecclestone 5 pies 2+1/2 plg (1,6 m) alto.

## Vida personal
De su matrimonio, Slavica tiene dos hijas, Tamara (1984) y Petra (1988).
En noviembre de 2008, Slavica solicitó el divorcio después de 23 años de matrimonio. El divorcio se concedió el 11 de marzo de 2009. Ocupó el puesto 194 en la lista de ricos de The Sunday Times después de que le otorgaran un estimado de 740 millones de libras esterlinas por su divorcio.
En diciembre de 2019, puso a la venta su mansión de Chelsea por más de £100 millones después de que allanaron la casa de su hija Tamara en Kensington Palace Gardens y robaron joyas por valor de £50 millones.